# Cotylopus acutipinnis
Cotylopus acutipinnis is een straalvinnige vissensoort uit de familie van grondels (Gobiidae). De wetenschappelijke naam van de soort is voor het eerst geldig gepubliceerd in 1863 door Alphone Guichenot.
De soort staat op de Rode Lijst van de IUCN als Onzeker, beoordelingsjaar 2009.